# Stazione di Moncalieri Sangone
La stazione di Moncalieri Sangone è una stazione posta sulla ferrovia Torino-Pinerolo, alla progressiva chilometrica 0+739 dal Bivio Sangone. È al servizio della città di Moncalieri e della vicina Nichelino, distante poche centinaia di metri.

## Storia
La stazione, in origine denominata semplicemente "Sangone", entrò in servizio all'attivazione della linea Ferrovia Torino-Pinerolo, il 27 luglio 1854. 
Il 15 ottobre 1909 venne attivato il raddoppio del binario sulla tratta dal bivio Sangone alla stazione.

## Strutture ed impianti

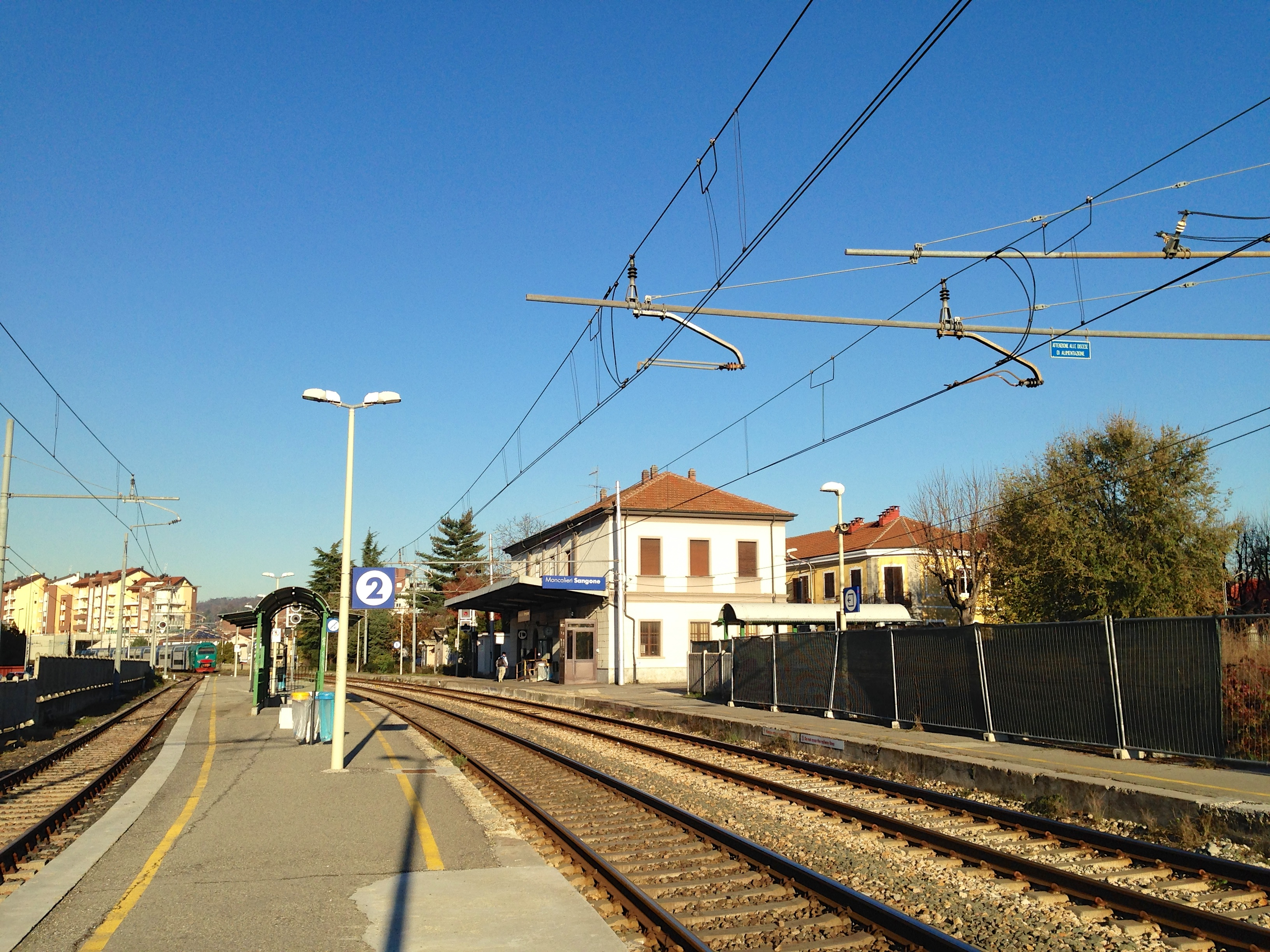
Piazzale binari della stazione

La stazione è dotata di 3 binari, di cui solamente 2 per il traffico passeggeri, mentre il terzo viene usato per il traffico merci. Fino a qualche anno fa quest'ultimo binario era usato anche per lo stazionamento temporaneo dei carri porta coils provenienti dal vicino raccordo intermodale Gleiscar, interconnesso tuttora (ma un paraurti metallico installato di recente prima del passaggio a livello dismesso ne blocca la prosecuzione su di un binario) alla linea, ma inutilizzato. Il capannone e tutto il piazzale adiacente sono adibiti ora al rimessaggio di vetture appartenenti ad una società di autonoleggio.
Un ulteriore tronchino alle spalle di un magazzino infiammabili adiacente all'ingresso carraio del fabbricato viaggiatori, è utilizzato occasionalmente da mezzi in servizio di manutenzione; nei tempi in cui era operativo lo scalo merci, era sovente vedere stazionare una Locomotiva FS 245 atto proprio alla manovra di composizione e scomposizione e traino vagoni merce.

## Movimento
La stazione è servita dai treni della linea 2 con la tratta da Pinerolo-Chivasso. Sino al 2012 transitavano anche alcuni convogli passeggeri per Torre Pellice, linea ora sospesa al traffico passeggeri.

## Servizi
La stazione dispone dei seguenti servizi:
- Sala di attesa
- Servizi igienici

## Interscambi
Nelle vicinanze della stazione sono presenti le fermate per l'interscambio con gli autobus di alcune linee urbane (39, 81, 82 e 84) oltre che alcune extraurbane.

## Progetti
Nel progetto per una maggiore economia di esercizio e per eliminare il superfluo, è prevista la demolizione di tutti i binari non utilizzati per la corsa dei treni passeggeri. Per consentire lo scavalco dei Binari alle persone con mobilità ridotta, è in costruzione un ascensore su ambedue i marciapiedi.